# Агостини, Федерико
Федерико Агостини (итал. Federico Agostini; род. 1959, Триест) — итальянский скрипач.
Родился и вырос в семье музыкантов, среди которых наиболее известны его дядя Франко Гулли и его жена Энрика Кавалло-Гулли. Учился в консерваториях Триеста и Венеции, затем окончил Академию Киджи в Сиене под руководством своего дяди и Сальваторе Аккардо. 16-летним дебютировал как солист с оркестром под управлением Карло Цекки. В 1981—1986 гг. играл в камерном оркестре «Виртуозы Рима», в 1986—1992 гг. концертмейстер и художественный руководитель камерного оркестра I Musici. С 1987 г. играл также в составе Квинтета имени Форе. В 1992 г. совершил годичное совместное мировое турне с пианистом Клодом Симерманом. В 2004 г. стал одним из основателей струнного квартета Д’Амичи.
Преподавал в Венеции и Триесте, в Высшей школе музыки в Троссингене, в Индианском университете (2002—2012), c 2012 года преподаёт в Истменской школе музыки в Рочестере.

## Weblinks
- Биографическая справка на сайте Индианского университета  (англ.)
- Биографическая справка на сайте Общества Бузони  (итал.)